# Дроздовые тимелии
Дроздовые тимелии (лат. Turdoides) — род воробьиных птиц из семейства кустарницевых (Leiothrichidae). Обитают в Африке и Южной Азии.

## Описание
Относительно крупные для воробьинообразных птиц. Обладают длинным хвостом.

## Биология
Представители рода — стайные птицы, ищут пищу шумными группами.
На 9 видах дроздовых тимелий специализируется гнездовой паразит — африканская хохлатая кукушка.

## Классификация
В результате филогенетического исследования Cibois и коллег 2018 года состав рода изменился: к дроздовым тимелиям добавили виды, ранее относившиеся к родам Kupeornis и Phyllanthus, а 15 видов выделены в восстановленный род Argya.
Международный союз орнитологов относит к роду 19 видов:
- Turdoides atripennis (Swainson, 1837) — Бабблер-капуцин
- Turdoides bicolor (Jardine, 1831) — Пегая дроздовая тимелия
- Turdoides chapini (Schouteden, 1949) — Скворцовый баблер Чапина
- Turdoides gilberti (Serle, 1949) — Белогорлый скворцовый баблер
- Turdoides gymnogenys (Hartlaub, 1865) — Голощёкая дроздовая тимелия
- Turdoides hartlaubii (Barboza du Bocage, 1868) — Ангольская дроздовая тимелия
- Turdoides hindei (Sharpe, 1900) — Дроздовая тимелия Хайнда
- Turdoides hypoleuca (Cabanis, 1878) — Бронзовая дроздовая тимелия
- Turdoides jardineii (A. Smith, 1836) — Бурая дроздовая тимелия
- Turdoides leucocephala Cretzschmar, 1826 — Белоголовая дроздовая тимелия
- Turdoides leucopygia (Rüppell, 1837) — Белопоясничная дроздовая тимелия
- Turdoides melanops (Hartlaub, 1867) — Чернолицая дроздовая тимелия
- Turdoides nipalensis (Hodgson, 1836) — Колючая дроздовая тимелия
- Turdoides plebejus (Cretzschmar, 1828) — Суданская дроздовая тимелия
- Turdoides reinwardtii (Swainson, 1831) — Белоглазая дроздовая тимелия
- Turdoides rufocinctus (Rothschild, 1908) — Красноошейниковый скворцовый баблер
- Turdoides sharpei (Reichenow, 1891) — Дроздовая тимелия Шарпа
- Turdoides squamulata (Shelley, 1884) — Чешуйчатая дроздовая тимелия
- Turdoides tenebrosa (Hartlaub, 1883) — Береговая дроздовая тимелия